# Mislukte staatsgreep in Venezuela in 2002

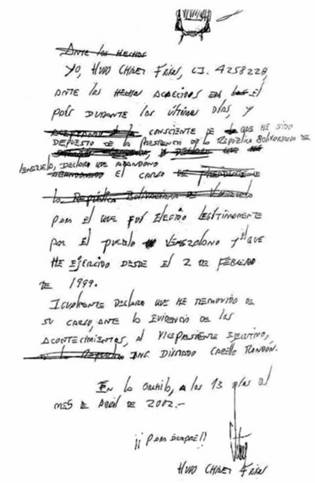
Vermeende aftredingsbrief van Chávez

De mislukte staatsgreep in Venezuela in 2002 was een poging tot een staatsgreep op 11 april 2002, gericht tegen de Venezolaanse president Hugo Chávez. De actie leidde ertoe dat Chávez voor 47 uur werd ontheven uit zijn functie als president van Venezuela. Door een combinatie van militair ingrijpen en massale protesten van het volk ten gunste van Chávez werd hij al snel in zijn functie hersteld. 

## Voorgeschiedenis
De invoering van een nieuwe grondwet in 2000 luidde de Bolivariaanse revolutie in. Er werden Volkscomités gevormd naar Cubaans model, landeigenaren werden bedreigd en de regering probeerde met eigen media de berichtgeving te kanaliseren en buitenlandse (Amerikaanse) zenders te storen. Nadat Chávez een aantal wetten had laten passeren waarmee de overheidscontrole over het staatsoliebedrijf PDVSA werd vergroot, vond er een algemene staking plaats in december 2001, en begin 2002 riepen verschillende vooraanstaande militaire figuren Chávez op om af te treden. Op 23 januari liepen 80.000 demonstranten mee in een herdenking van de val in 1958 van de dictator Marcos Pérez Jiménez.

## Verloop
In het begin van april escaleerde de staking bij PDVSA, waardoor er een algemene staking kwam op 9 april die gesteund werd door de belangrijkste vakbondsfederatie in Venezuela (Confederación de Trabajadores de Venezuela, CTV) en de business groep (Fedecámaras). Vervolgens werd de staking verlengd voor een aantal dagen, en op 11 april organiseerde de oppositie een mars naar het presidentieel paleis. De regering probeerde de mars weg te houden van het paleis, waar al een pro-Chávez-mars plaatsvond, die gedwarsboomd werd door aanhangers van de coup, en toen beide groepen elkaar naderden werden er schoten afgevuurd; er waren aan het einde van middag negentien doden en vele gewonden.
Chávez werd vastgehouden door het leger, waarna de directeur van de Venezolaanse Federatie van Kamers van Koophandel (Fedecámaras), Pedro Carmona, werd geïnstalleerd als interim-president. Carmona ontbond de democratisch gekozen Nationale Vergadering en de Hoge Raad, en ontbond ook de eveneens democratisch gekozen grondwet van 1999 ongeldig verklaard. In Caracas leidde de staatsgreep tot een pro-Chávez demonstratie die de politie probeerde te onderdrukken. De belangrijkste sectoren van de het leger en zelfs een groot deel van de anti-Chávez-beweging weigerden Carmona publiekelijk te steunen. Uiteindelijk wist de Presidentiële Garde het presidentieel paleis Miraflores te heroveren, zonder een schot te lossen. Dit leidde vervolgens tot de val van de regering van Carmona, waarna Chávez opnieuw als president werd geïnstalleerd. De staatsgreep werd publiekelijk veroordeeld door Latijns-Amerikaanse landen en internationale organisaties als de VN. De Verenigde Staten en Spanje erkenden de de facto pro-Amerikaanse regering van Carmona al snel, maar na het snelle mislukken van de staatsgreep veroordeelden zij deze alsnog.